# Parera
Parera es una localidad del departamento Rancul en la provincia de La Pampa en Argentina. Su zona rural se extiende también sobre el departamento Realicó. Cuenta con una población de 2444 según el censo del 2010.

## Historia
Parera fue fundada el 21 de julio de 1897 y se encuentra en una productiva zona agrícola ganadera, pero el progreso en los tiempos pretéritos, venía de la mano del ferrocarril, único medio de transporte para transportar la producción hacia los mercados acopiadores. La traza que unía a La Pampa con Buenos Aires, llegó en el primer año del siglo XX hasta Van Praet. En Parera, que había sido fundada cuatro años antes, se conformó una comisión de vecinos que viajó a la capital del país para pedir al Gobierno Central que se estableciera una estación allí. En esa gestión tuvo un papel preponderante Lino Pérez, administrador de la familia Parera, fundadora del pueblo. Pero el gobierno nacional determinó que el trazado de vías siguiera en forma recta, sin desviarse hacia Parera, y saliera de la provincia por el oeste. 
Al igual que con el organigrama ferroviario, Parera fue excluida en el futuro trazado de caminos. la ciudad se encontraba a aproximadamente cinco leguas de la Ruta Nacional 35, pero el turno de unirse mediante el asfalto, se demoró. Posteriormente, el pueblo quedó empalmado a la Ruta Nacional 188, gracias a la pavimentación de un tramo de 12 kilómetros de la ruta provincial 9, que separa ambos puntos. De esta forma quedó comunicada por el norte como única salida, y hacia el sur la ruta provincial 9 seguía siendo apenas un camino consolidado, esta situación resultó engorrosa, haciendo que para llegar hasta Ingeniero Luiggi o Caleufú, se tenía que realizar un rodeo que demandaba trasladarse el doble de kilometraje.
Originalmente el pueblo iba a denominarse "El Tordillo", como se conocía a toda la región. Pero el 21 de julio de 1897 el gobernador Eduardo Pico desde la ciudad de General Acha, antigua capital del Territorio Pampa Central; decretó la fundación y la denominación, que tuvo su correlato con el apellido del propietario de la tierra: Faustino Parera. Anteriormente, en 1890 se habían creado el Juzgado de Paz y el Registro Civil, siendo el primer titular José González, cuyas primeras inscripciones datan de un año después. Hasta la fundación, González también cumplió la función de autoridad policial. El servicio de correos llegó primero, inaugurado en 1896, pasando dos años más tarde a denominarse como Oficina Postal. El primer establecimiento educacional fue la escuela N°22 y abrió sus puertas el 15 de febrero de 1898, bajo la dirección de Rosa de la Vega, con una matrícula de 58 alumnos, y en el ámbito rural se crearon las escuelas N°151, 152 y 185. El primer Concejo Municipal inauguró sus sesiones en 1907, con Pedro Médici como presidente. En 1915 se también fue inaugurado el servicio de alumbrado público, que contaba con 10 farolas a gas de carburo, que eran encendidas todas noches por don Carivano, apodado precisamente "El Farolero".
Entre las entidades civiles que acompañaron la gesta fundacional, se encuentran la Asociación Española, fundada en 1899 y Centro Recreativo Parera, de 1922. En el área deportiva la primera institución fue el Club Sportivo Pampeano, que comenzó a desarrollar sus actividades en 1927. En 1964, fue fundado su enconado rival: el Club Agrario Argentino.

## Población
Contó con 2030 habitantes (Indec, 2010), lo que representó un descenso del 1,6% frente a los 2064 habitantes (Indec, 2001) del censo anterior.
El censo nacional 2022 arrojó 2533 habitantes y 1194 viviendas.
| Gráfica de evolución demográfica de Parera entre 1991 y 2022 |
|                                                              |
| Fuente: censos nacionales del INDEC                          |

## Accesos
- Se puede acceder por la ruta provincial 9.

## Deporte
El pueblo cuenta con la presencia de instituciones deportivas.
El Club Sportivo Pampeano, el más antiguo de los 3, fue fundado en 1921 y ha incluido a lo largo de su historia la práctica de deportes como fútbol, baloncesto, voleibol, tenis y paddle. Actualmente se ha abocado a la práctica de deportes en pista cubierta dejando de lado la práctica del fútbol y ha incluido recientemente disciplinas como boxeo, atletismo y patín artístico. El club además organiza anualmente a mediados de abril el Festival Provincial de Doma y Folklore.
El club Agrario Argentino nació como la separación de una parte de los miembros del Club Sportivo Pampeano. Actualmente se avoca a la práctica de deportes como fútbol, hockey sobre césped, disciplinas en las que participa de los torneos de las asociaciones provinciales, y bochas. Además el club organiza anualmente el Festival de Otoño, que es un festival de música folklórica que se realiza a mediados de mayo.
El tercer club de la localidad es el Club Juventud Agraria, el cual nace por una separación de miembros del Club Agrario Argentino. El club está abocado a la práctica de deportes tradicionalistas como es la jineteada y actividades ecuestres, además de realizar anualmente la Fiesta del Agricultor.

## Fiesta Provincial de la Rosa
La Fiesta Provincial de la Rosa es una tradicional fiesta que lleva varios años realizándose teniendo su inicio en la gestión del ex intendente municipal Juan Carlos Olivero, como “una carta de presentación” ante el resto de nuestra provincia. Organizado por la secretaría de turismo de la municipalidad de Parera. Es un evento típico y representativo de la localidad que comienza en las instalaciones del salón de actos municipal donde se expone un concurso: “Rosa abierta”, “Pimpollo “y “Arreglo floral”. Además, se exponen distintos trabajos de escultores del pueblo. Se realiza un desfile el cual participan carrozas de las instituciones locales, como por ejemplo de la Secretaría de Cultura, de los Centros Tradicionalistas del Club Sportivo Pampeano, Tropilla “El Tordillo” y Centros Tradicionalistas de la vecina localidad de Quetrequén, la carroza de la iglesia de Nuestra Señora de Luja, Club Agrario Argentino, biblioteca popular San Martín, escuela N°22, Instituto República del Perú, Centro de Jubilados, Programa Cumelén, Talleres de Programas municipales, Comunidad Boliviana y Bomberos Voluntarios de la localidad. A continuación de esto se presentan las distintas postulantes  cada una en un vehículo representando alguna institución de su localidad. Además se realiza un tradicional baile con diferentes artistas destacados cada año. Y finaliza con la consagración de la Reina de la Rosa a través de un voto emitido por las autoridades y jurados.

## Museo El Tordillo
"El Tordillo" es un museo polifacético con piezas recolectadas por Omar Rodríguez, que abarca áreas como la numismática, la arqueología y la historia, entre muchas otras. El museo contiene fósiles petrificados, huevos de avestruz, restos de gliptodontes, ammonites que habitaron en el Pleistoceno del período cuaternario, piedras indígenas de uso doméstico, de caza, instrumentos de labranza, toscas, vasijas, adornos, etc. En el área de la Numismática se exhiben más de 15 000 monedas y billetes, englobando también una colección de insignias y medallas. Existen, además, elementos relativos a comunicaciones, megafonía, teléfonos, cámaras fotográficas y cinematográficas, un área de herramientas agrícolas y ganaderas, emprendados, rastras, cuchillos, armas, platería y herramientas industriales antiguas, entre otros objetos. 

## Ciudades hermanas
Parera posee una ciudad hermana.
Los convenios de hermandad se establecen con el propósito de promover la cooperación y solidaridad entre localidades y regiones que comparten características, relaciones históricas o problemas comunes.
| - San Juan de la Cuesta, Castilla y León, España (2011) |